# Cantua flexuosa
Cantua flexuosa är en blågullsväxtart som först beskrevs av Hipólito Ruiz López och Pav., och fick sitt nu gällande namn av Persoon. Cantua flexuosa ingår i släktet Cantua och familjen blågullsväxter. Inga underarter finns listade i Catalogue of Life.